# Anomalomma
Anomalomma is een geslacht van spinnen uit de familie wolfspinnen (Lycosidae).

## Soorten
De volgende soorten zijn bij het geslacht ingedeeld:
- Anomalomma harishi Dyal, 1935
- Anomalomma lycosinum Simon, 1890
- Anomalomma rhodesianum Roewer, 1960